# P A Fogelströms gymnasium
P A Fogelströms gymnasium är en kommunal gymnasieskola på Södermalm i Stockholm.

## Skolan
Verksamheten startade höstterminen 2017 i tillfälliga lokaler och flyttade in i byggnaden på Stigbergsgatan 26 hösten 2018. Skolan är uppkallad efter författaren, journalisten och samhällsdebattören Per Anders Fogelström som bodde en stor del av sitt liv på Fjällgatan ett kvarter från skolan. År 2023 hade skolan ca 670 elever som studerar det naturvetenskapliga eller ekonomiska programmet.

## Byggnaden

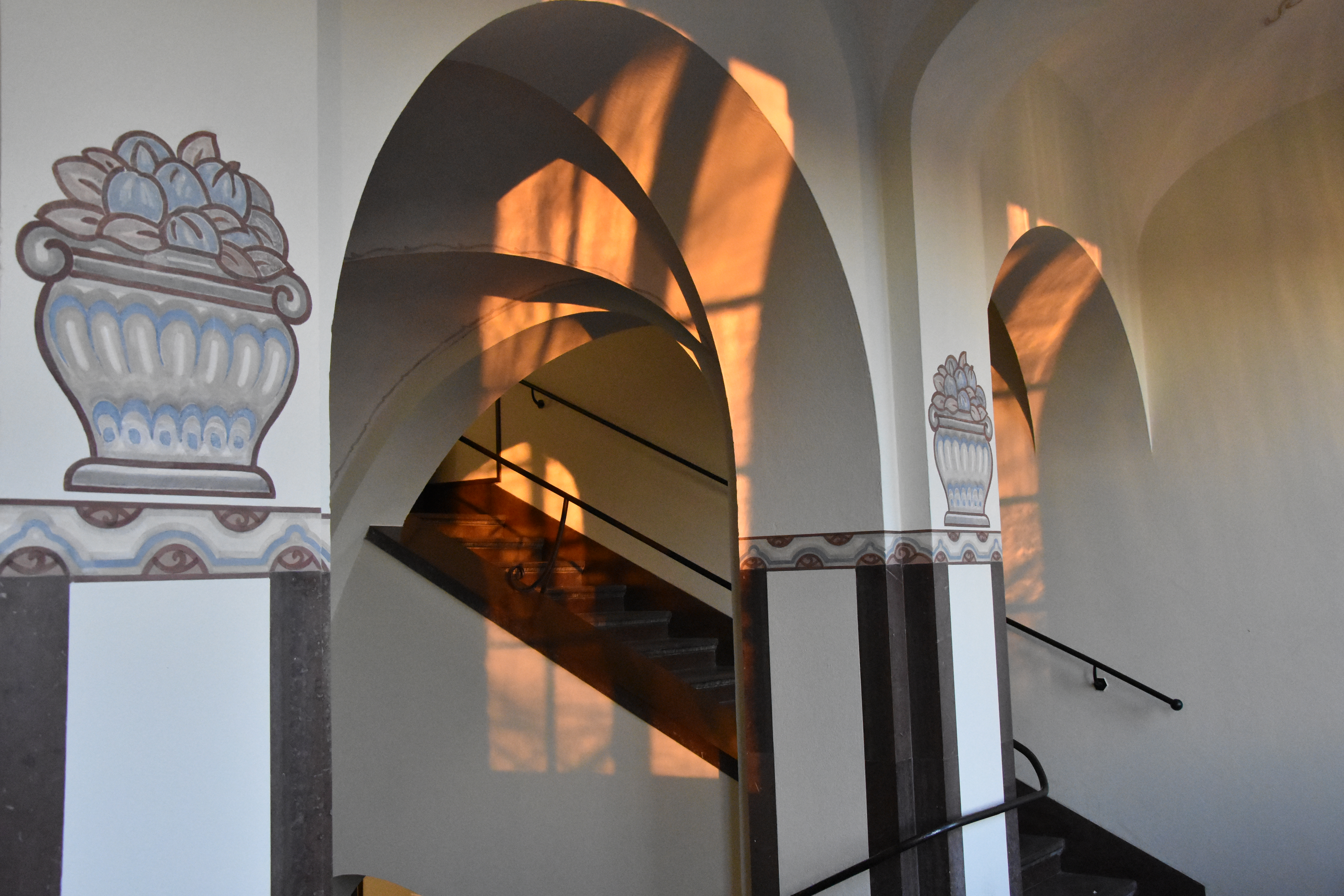
Ett exempel på utsmyckning i form av väggmålning

Skolan är inhyst i byggnaden på Stigbergsgatan 26 som byggdes 1915 till Frans Schartaus handelsinstitut. Arkitekten är Knut Nordenskjöld. Under åren 2016-2018 undergick byggnaden en omfattande renovering där utsmyckning i form av måleri på väggar och innertak återställdes till original.